# Кир II
Кир II Велики (на персийски: کوروش کبیر) е шаханшах на Персийската империя от Ахеменидската династия. Той превръща малката зависима държава, която наследява от баща си, в най-голямата империя, съществувала до този момент, присъединявайки повечето цивилизовани области в Близкия изток – от Средиземно и Мраморно море на запад до река Инд на изток.

## Име
Името „Кир“ е елинизиран вариант на староперсийското име „Куруш“. Името и неговото значение са известни от древни надписи на различни езици. Древногръцките историци Ктезий и Плутарх отбелязват, че Кир е наречен на „Курос“, Слънцето, като според някои изследователи името означава „Слънцеподобен“ (от съществителното „кхор“ – слънце и наставката за подобие „-ваш“). Друга хипотеза, предложена от германския лингвист Карл Хофман, свързва името с индоевропейския корен „унижавам“. В Библията Кир е наричан Кореш (на иврит: כורש).

## Произход и младежки години
Датата на раждане на Кир не е точно известна, като най-разпространените хипотези са за времето около 600 или 575 година пр.н.е. Той е син на владетеля на Аншан Камбис I и праправнук на основателя на Ахеменидската династия Ахемен. В продължение на няколко поколения Ахеменидите управляват в град Аншан под върховната власт на мидийците, като постепенно установяват контрол над областта Персия в днешен Южен Иран.
Малко се знае и за първите години от живота на Кир, като няколкото източника, за които се предполага, че са съдържали подробности по този въпрос, са изчезнали или силно повредени.
Живелият един век след Кир древногръцки писател Херодот предава легенда, според която Кир е внук на мидийския цар Астиаг. Негова майка е Мандане, за която Астиаг имал видение, че синът ѝ ще го свали от власт. По тази причина той я оженил за своя васал Камбис I. Преди раждането на Кир Астиаг имал ново видение със същия смисъл и наредил бебето да бъде убито, но то попада при бедни пастири, които го отглеждат като свое дете. Когато Кир е десетгодишен, Астиаг разкрива измамата, но разрешава детето да се върне при своите родители. В същото време според Ктезий майката на Кир е от чисто персийски произход.
Според друга легенда Кир е син на бедно семейство, работещо в мидийския владетелски двор. Това противоречи на собствените свидетелства на Кир, според които преди него царе на Персия са неговите баща, дядо и прапрадядо.

## Управление

### Завладяване на Мидия
Въпреки че Камбис I умира едва през 559 година пр.н.е., Кир II поема властта в Аншан още през 551 година пр.н.е. През лятото на 553 година пр.н.е. Кир и мидийският военачалник Арпаг оглавяват бунт срещу мидийския цар Астиаг. Според Херодот, инициатор на бунта е Арпаг, който иска да си отмъсти на Астиаг.
Кир и Арпаг повеждат войските си срещу мидийците в началото на 552 година пр.н.е. и през 549 година пр.н.е. превземат мидийската столица Екбатана. Така Кир установява контрол над Мидийската империя, простираща се от Кападокия, Армения и Асирия на запад до Бактрия на изток. Изглежда първоначално той приема короната на Мидия, но от 546 година пр.н.е. официално използва титлата цар на Персия.
Наследявайки мидийските владения, Кир получава властта и над множество автономни владетели, какъвто дотогава е бил и той. Сред тях е и неговият чичо Арсам, управляващ в Парса. Така Аншан и Парса, двете части на областта Персия, са обединени под властта на Кир. Този преход в рамките на рода изглежда преминава без конфликти и вероятно Арсам остава номинален управител на Парса. Неговият син Хистасп, втори братовчед на Кир, е назначен за сатрап на Партия и Фригия. Самият Арсам доживява да види своя внук Дарий като шаханшах след смъртта на синовете на Кир.

### Завладяване на Мала Азия
Това не поставя край на войните. Астиаг е в съюз със своя шурей Крез от Лидия, с Набонид от Вавилон и Амазис II от Египет. Преди те да успеят да обединят силите си, Кир побеждава Крез при Птерий, превзема Сарди, унищожава Лидийското царство и пленява самия Крез (546 пр.н.е.). През 538 пр.н.е. Кир побеждава Набонид при Опис и превзема Вавилон. Той приема титлата цар на Вавилон, цар на Шумер и Акад, цар на четирите края на света. Според списъка на страните, подчинени на Персия, от първата таблица от Бехистунския надпис на Дарий, писана преди да са направени нови завоевания освен Египет, владенията на Кир представляват най-голямата империя в света до този момент, простирайки се от Мала Азия и Палестина на запад до долината на Инд на изток.

#### Завоюване на Лидия
През 547 пр.н.е. Киликия доброволно преминава на страната на Кир и му предоставя военна помощ. Затова Кир никога не изпраща там сатрапи, а оставя на власт местните владетели, които се задължават да му плащат данък и, в случай на необходимост, да му помагат с войска.
По такъв начин войската на Кир плътно доближава границите на Лидийското царство – една от най-могъщите държави в Близкия изток, също претендираща за хегемония в Мала Азия. Съгласно Херодот, инициативата за войната принадлежи на лидийския цар Крез. През 547 г. пр.н.е. лидийците нахлуват в Кападокия, която е в зоната на влияние на персите, след като те победили мидийците по-рано. Кир се отправя натам, попълвайки по пътя си своята армия с представители на народите, през чиято територия минава. Отправени са посланици в градовете на Йония и Еолида, с призив да се отделят от Крез и да преминат на страната на Кир. Малоазийските гърци обаче предпочитат да заемат изчаквателна позиция.
Край град Птерий, на източната страна на река Халис, протича кръвопролитна битка, която завършва безрезултатно, и нито една от страните не рискува да встъпи в нова. Крез отстъпва в столицата си Сарди и решава да се подготви по-добре за войната, опитвайки се да получи ефективна помощ от съюзниците си Египет, Спарта и Вавилон. Кир обаче, знаейки за действията и намеренията на противника си, решава да го свари неподготвен и стремително се придвижва към Сарди. Жителите на града изобщо не очакват такова нападение и разбират за него едва когато персийските войски се появяват пред стените на града. Крез извежда армията си, състояща се от конници, въоръжени с копия, на равнината пред Сарди. Кир, по съвет на своя пълководец, мидиеца Харпах, извежда всички камили от обоза пред войската, като качва върху тях стрелци (военна хитрост, към която впоследствие прибягват и много други пълководци). Конете в лидийската войска, усещайки непознатата миризма на камили и виждайки ги за първи път, се разбягват. Лидийските конници са принудени да се сражават пешком, но под напора на войските на Кир отстъпват в Сарди и се укрепват в акропола на града. Персите превземат акропола след 14-дневна обсада, а Крез е взет в плен. По единодушното потвърждение на гръцките автори Кир пощадява живота на Крез. Това е напълно правдоподобно, като се има предвид, че Кир се отнася милостиво и към други взети в плен царе.
Съгласно Херодот, Сарди е превзета от персите някъде между октомври и декември 547 пр.н.е. След поражението на лидийците крайбрежните градове на Йония и Еолида отправят посланици при Кир с послание, че желаят да се подчинят на персите на такива условия, на които е подчинен Крез. Кир им напомня, че преди това им е предложил да се присъединят към него, но те са отказали, и сега, когато съдбата на Лидия вече е решена, той самият ще определи при какви условия са длъжни да му се подчинят. Узнавайки за това, малоазийските гърци започват да укрепват градовете си и изпращат вестоносци в Спарта с молба за помощ.. Единствено Милет доброволно се покорява на персите и Кир сключва с него съюз при същите условия, при каквито е сключил мир с лидийския цар.

#### Завоюване на Йония, Кария и Ликия
Възползвайки се от това, че Кир е на източните граници на държавата си, лидиецът Пактий, на когото Кир поверява да пази съкровищата на Крез, през 546 пр.н.е. въстава против персите. С помощта на злато, на Пактий се удава да завербува наемници и да убеди жителите на гръцките крайбрежни градове да се присъединят към въстанието. След това той се придвижва към Сарди и обсажда акропола, където се укрива наместникът на Лидия, персиецът Табал. Против въстаналите настъпва мидиецът Мазар, пълководец на Кир. Разбирайки за приближаващата персийска войска, Пактий побягва с верните си привърженици – първо в град Киме, после в Митилена на остров Лесбос и накрая на остров Хиос, но е предаден от жителите на острова на персите в замяна на неголям участък земя на континента.
Потушил метежа в Лидия, Мазар започва покоряването на гръцките градове в Мала Азия, присъединили се към въстанието на Пактий. Първи се подчиняват жителите на град Приен в долината на река Меандър, след това град Магнезия, като Мазар разрешава на войските си да ги разграбят. Скоро след това Мазар умира, а на негово място е назначен мидиецът Харпах.
Харпах започва да издига високи насипи срещу стените на гръцките градове и после ги превзема с щурм. Жителите на Фокея, най-големия след Милет гръцки град в Мала Азия, не искат да се подчинят на персите и бягат с кораби – първо на остров Кирн, а после в Италия в град Регий, където основават колония. Примера на фокейците последват и жителите на град Теос, които се преселват в Абдера в Тракия. Останалите градове на Йония (освен Милет, сключил по-рано съюз с Кир) се опитват да окажат съпротива на Харпах, но претърпяват поражение и са покорени и обложени с данък. След покоряването на йонийците на континента, тези на островите, страхувайки се от подобна участ, доброволно се подчиняват на Кир. Нуждаейки се от гърците като наемни войници (както и от кораби), Кир не влошава условията, при които са се намирали под властта на Крез.
Покорил Йония, Харпах започва война с карийците, кавнийците и ликийците, взимайки със себе си йонийци и еолийци. Населението на Кария се предава на персите без бой – както говори Херодот, „без да се покрият със слава“ и „не извършвайки никакви подвизи“. Наистина жителите на Книдос, разположен на полуостров, се опитват да изкопаят тесния (ширина 5 стадия, около 900 м) провлак, отделящ ги от материка, с цел да направят земята си остров, но, натъквайки се на твърд гранит, прекратяват работата и се предават без бой. Само едно от племената на карийците – педасийците, известно време оказва съпротива. Те се укрепяват в планина под името Лида, но и те са покорени.
Само ликийците и кавнийците (негръцкото автохтонно население на Мала Азия) оказват отчаяна съпротива на многобройната персийска войска, посрещайки я в открит бой. Ликийците са обсадени в град Ксантос, където подпалват акропола, събирайки вътре жените, децата и робите си, а те самите загиват в битката. Подобна е и съпротивата на кавнийците. Но и те не успяват да спрат голямата и добре въоръжена персийска войска. С това цяла Мала Азия попада под властта на персите. За своята преданост Харпах получава Лидия в наследствено владение.

### Подчиняването на Вавилон
През пролетта на 539 пр.н.е. персийската армия се вдига на поход срещу Вавилон. В този решителен момент Угбар, наместник на областта Гутиум (вавилонска провинция на изток от средното течение на река Тигър), изменя на цар Набонид и преминава на страната на Кир. По думите на Херодот, при преминаването през Хинд (съвременната река Дияла), един от свещените бели жребци се удавя. Кир в гнева си заповядва да накажат реката. В течение на година, персийската войска прокопава 360 канала и отвежда водата. При настъплението си, Кир е задържан от хидравлическите съоръжения на Навуходоносор II, приведени в действие и заляли с вода цялото пространство от Опис и Сипар до южните области, отрязвайки по такъв начин Вавилон от вражеската армия. Това, което Херодот представя като опърничавост, очевидно е напълно обмислено действие – отново да се изпусне водата от наводнената местност и да се направи проходима. Едва след това Кир продължава похода си.
Вавилонската войска издига лагера си в град Опис, прикривайки бродовете през река Тигър. Но Кир, към края на септември, неочаквано заобикаля Мидийската стена от запад. Изпратеният от него корпус на Угбар обсажда Вавилон, в който се намира силен гарнизон, начело със сина на Набонид, Балтазар. Самият Кир удря армията на Набонид, стояща в Опис, откъм тила. В сражението край Опис, случило се в самия край на септември, вавилонската армия претърпява жестоко поражение и побягва. Набонид, с немного приближени, иска да отстъпи към Вавилон, но пътят за там е отрязан от войските на Угбар, и Набонид се укрива в Борсипа.
На 10 октомври Сипар пада без бой, а на 12-и, съгласно вавилонски източници, Угбар влиза във Вавилон. (Съгласно Херодот, Кир заповядва да се отведе реката и влиза в града по руслото ѝ, в същото време по което жителите се приготвят за някакъв празник, но съвременната на събитията Вавилонска хроника не споменава нищо за това, и много историци смятат съобщението на Херодот за недостоверно.)
Балтазар се опитва да окаже съпротива на персите в центъра на града, но е убит. Угбар, наместника на Гутиум, командващ персийските войски, влезли във Вавилон, незабавно предприема мерки за предотвратяване на насилие и грабежи в града. В хрониката се споменава: „До края на месеца (ташрит, тоест до 26 октомври 539 г. пр.н.е.) щитовете на Гутиум обкръжиха вратите на Есагила. Ничие оръжие не бе положено в Есагила и светилищата, и ритуалът не бе нарушен.“ Набонид, узнавайки за падането на Вавилон и гибелта на Балтазар, напуска Борсипа, връща се във Вавилон и доброволно се предава в плен. На 29 октомври, във Вавилон влиза и самия Кир, на когото е устроена тържествено посрещане. Хрониката пише: „На 3 арахсамна (29 октомври), Кир влезе във Вавилон. [Улиците] пред него бяха постлани с цветове. Мирът в града бе установен. Кир обяви мир за цял Вавилон.“ Плененият Набонид без излишен шум е изпратен в почетно заточение в отдалечения Карман в източен Иран, където завършва дните си.

### Отношение към покорените народи
В официалната вавилонска историография военните действия са изобразени така, все едно изобщо не е имало война с Кир, а ако е имало отделни инциденти като битката при Опис, то за тях е виновен само Набонид, но не и Вавилон. Кир охотно приема тази версия на вавилонската олигархия, тъй като тя напълно отговаря на интересите му, и се старае да я подкрепи с дела. На жителите на вавилонските градове са обещани мир и неприкосновеност. Първоначално Кир назначава за цар на Вавилон по-големия си син и наследник, Камбиз, но след няколко месеца, видимо по политически причини, Кир го отстранява и се коронясва сам като цар на града.
Завладял Месопотамия, Кир формално съхранява Вавилонското царство и не променя нищо в социалната структура на страната. Вавилон става една от царските резиденции, вавилонците продължават да заемат преобладаващо положение в държавния апарат, а жречеството получава възможност да възроди древните култове, които Кир всячески покровителства. В надписи на глинени плочки, Кир се описва като почитател на вавилонските богове, и украсява храмовете Есагила и Езида. Освен това, властта на Кир във Вавилон не се разглежда като чуждо господство, тъй като той получава царството „от ръцете на бог Мардук“. Кир приема титлата „цар на Вавилон, цар на страната“. Фактически Вавилония от самостоятелно царство се превръща в сатрапия на държавата на Ахеменидите и е лишена от всякаква независимост във външната си политика. В страната, висшата военна и административна власт вече принадлежи на персийския наместник (по вавилонски bel-pahati – „областен началник, управител“) на Вавилон и Заречието, тоест на цялата Нововавилонска империя. За такъв управител Кир първо назначава Угбар (или Губар), който е наричан от гърците Гобрий.
След завладяването на Вавилония, всички западни страни до границите на Египет – Сирия, Палестина и Финикия, се подчиняват на персите доброволно. Търговските градове на Финикия също имат интерес, както вавилонските и малоазийските търговци, от създаването на голяма държава с безопасни пътища за стоките.
На народите, които насилствено са преселени в Месопотамия от вавилонските царе, Кир разрешава да се завърнат в страните си. Върналите се в Палестина юдеи, които някога са отведени в плен от вавилонския цар Навуходоносор, са само един отделен случай от тази политика на Кир. Книгата на Езра е запазила указа на Кир, написан в Екбатана през първата година от царуването му във Вавилон – 538 пр.н.е.. Указът позволява на евреите да изградят Йерусалимския храм по определени размери и заповядва да се върнат в храма откраднатите от Навуходоносор съдове. Заедно с храма и съдовете, Йерусалим получава и свой управител, потомъка на Давидовата династия Зоровавел (или Шешбацар), на когото обаче не е дадена пълна царска титла, а само княжеска, и която се подчинява на управителя на „Заречната област“.
Вероятно Кир реабилитира и финикийския град Сидон, разрушен още от Асархадон и оттогава загубил значението си. Най-малкото, сега в него отново е поставен цар. Привличайки на своя страна евреите и финикийците, Кир ги подготвя за предано нему население на западните области, имащи първостепенно значение като база за операции срещу единствената останала голяма държава – Египет, и също така за създаването на флот, който може да бъде направен само във Финикия и попълнен с финикийски моряци.
Кир организира империята си чрез провинциални администрации, наречени сатрапии. Сатрапите имат значителна автономия и от много части на империята Кир не изисква нищо повече от данъци и войници. Подкрепя местните градове в Йония, които са съгласни с имперската политика. В повечето случаи, показва забележителна толерантност към местните обичаи и институции.

#### Цилиндър на Кир
По това време се появява документ, написан на вавилонски и за вавилонците – „Обръщението на Кир“. Той е написан от проперсийски настроени олигарси.
В един доста дълъг предговор обръщението живо описва „безобразията“ на Набонид и обидите, които той е нанесъл на бог Мардук, храма Есагила и Вавилон. Когато търпението на бога се изчерпало, той намерил Кир, царя на Аншан, дал му власт над народите и накрая, поверил на грижите му Вавилон, чиито народ го посрещнал с голяма радост като спасител от нечестивия цар Набонид. В края на обръщението е сложена молитва към вавилонските богове да изпратят благополучие на Кир и неговият син и наследник Камбиз.
Цилиндърът започва с пълната титулатура на Кир, съставена по вавилонския обичай: „Аз – Кир, цар на мнозина, велик цар, могъщ цар, цар на Вавилон, цар на Шумер и Акад, цар на четирите посоки на света, син на Камбис, великия цар, цар на Аншан, потомък на Теисп, великия цар, цар на Аншан, вечно царско семе, чието царуване обичат боговете Бел и Набу, чието управление е за тях радост на сърцата им.“ След това, в обръщението от името на Кир се казва, как неговите многобройни войски мирно влизат във Вавилон. После следва списък на дейностите, предприети от Кир, и които напълно се потвърждават от други източници. Кир претендира за ролята на цар-освободител, и че е изпълнил обещанията си, дадени на покорените под негов власт народи. Това е рядък случай в историята, но напълно разбираем. В стремежа си към световно господство, Кир е наясно, че само с помощта на насилие от страна на персийските войски няма да може да постигне тази цел. Той също така разбира, че държавите с древна цивилизация, които са станали обект на персийските завоевания, страдат от фатален недъг и са готови да го приемат като техен спасител и целител. Кир умело използва това обстоятелство, което обяснява както забележителните военни успехи, така и репутацията му на „баща“ и „освободител“, която е затвърдена в паметта не само на персите, но и на завладените народи, в това число вавилонци, гърци и евреи.
Кир в обръщението си казва: „От [...] до Ашур и Суза, Хагада, Ешнуна, Замбана, Метурну, до границата на страната Кути, градовете [отвъд] Тигър, чиито домове са основани в дълбока древност, боговете, живеещи в тях, аз върнах на местата им и им устроих вечни жилища. Аз събрах всичките им хора и ги върнах в селищата им. И боговете на Шумер и Акад, които Набонид за гняв на господаря на боговете пренесе във Вавилон, по заповед на бог Мардук, великия господар, аз благополучно поставих в палатите им, жилища за радост на сърцата.“
Прилагането на тази мярка, имаща първостепенно значение за съдбата на създадената Персийска империя, Кир започва веднага след завоюването на Вавилон. „От кислим до месец адар (от 25 ноември 539 г. пр.н.е. до 23 март 538 г. пр.н.е.) боговете на страната Акад, които Набонид взе във Вавилон, се върнаха по своите места“, твърди вавилонската хроника. Този ход предизвиква всеобщото одобрение на вавилонците. Той символизира възвръщането към мира и обичайния ред.

### Последни години
Война с Египет, който е под управлението на енергичния Яхмос II, Кир очевидно счита за преждевременна и се обръща срещу номадските племена на Иран и Средна Азия. Не е известно дали тогава са влезли в състава на персийската държава областите, които са изброени в списъците на Дарий I (Партия, Дрангиана, Ария, Хорезмия, Бактрия, Согдиана, Хайдар, страната на саките, Сатагида, Арахозия и Мака), или те са присъединени още преди завладяването на Вавилон. От Херодот следва, че бактрийците и саките в реда на присъединяване са след Вавилон („...препятствията за Кир били Вавилон, бактрийският народ, саките и египтяните“). Историците на Александър Македонски (Ариан и Страбон) споменават и поход на Кир през Гедрозия, в който губи цялата си армия, с изключение на седем воина, както и основаването на бреговете на Яксарт (древното име на река Сърдаря) на град Кирополис.
Един от походите на Кир в Централна Азия е фатален за него. През юли 530 пр.н.е., съгласно Херодот, в битка срещу масагетите на източната страна на река Яксарт (Сърдаря), Кир претърпява пълно поражение и загива.. Според Херодот, царицата (или жената-вожд) на масагетите Томирис, отмъщавайки на Кир за смъртта на сина си, нарежда да намерят тялото му и да потопят главата му в мех, пълен с кръв, предлагайки му по този начин да утоли ненаситната си жажда за кръв.. Доколкото обаче е известно, Кир е погребан в Пасаргад (където тленните му останки са видени още от Александър Македонски), и това описание се смята за недостоверно.
Кир оставя двама сина: Камбиз II и Смердис, както и няколко дъщери, сред които Атоса, съпруга на Дарий I и майка на Ксеркс I.
Тялото му е положено в каменен мавзолей, изграден по план на самия Кир. Поколения наред в негова чест персийски жреци принасят в жертва кон.